# Ringturm (Köln)
Der Ringturm ist ein Hochhaus in Köln in der Neustadt-Nord am Ebertplatz.

## Geschichte
Der Ringturm wurde 1973 im Auftrag des in Köln ansässigen Versicherungskonzerns Gerling fertiggestellt, der sich ein repräsentatives und weit sichtbares Wahrzeichen wünschte. Das Hochhaus befindet sich am Ebertplatz an den Kölner Ringen, nach denen der Turm auch benannt wurde. Das Gebäude liegt in der Kölner Innenstadt, seine Adresse lautet Theodor-Heuss-Ring 1.
Der in Stahlbetonbauweise errichtete Turm mit einer Höhe von 109,1 Metern ist mit einer davor aufgehängten Vorhangfassade aus Beton verkleidet. Das Gebäude besitzt eine charakteristische geometrische Struktur, die einem Siebeneck nachempfunden ist. Auf 26 Etagen umfasst es eine Wohn- und Bürofläche von 6507 m². Auf den ersten zehn Etagen befinden sich Büros. Zum Hochhaus gehört ein integriertes Parkhaus von 2380 m² Fläche.
Bis zum Jahr 2011 nutzte der Gerling-Konzern das Gebäude selbst. Im März 2011 verkaufte Gerling das Gebäude an einen Projektentwickler, der es als Eigentumswohnungen vermarktet hat. Das angrenzende Parkhaus erhielt 6 Neubau-Wohnungen, die vom Ringturm zugänglich sind. Seit der Umnutzung in Wohnraum besteht der umgebaute Ringturm aus 89 Wohnungen mit teilweise gewerblicher Nutzung. Er ist das sechsthöchste Hochhaus in Köln.